# Рваруганда
Рваруганда (англ. Rwaruhanga) — озеро, розташоване на території Руанди, Східна провінція, висота над рівнем моря 1330 м. За 5 км знаходиться містечко Ґашора. Неподалік розташовані озера Бірара, Кідоґо, Руміра.